# Witton, Broadland
Witton är en by i civil parish Postwick with Witton, i distriktet Broadland, i grevskapet Norfolk i England. Byn är belägen 8 km från Norwich. Witton var en civil parish fram till 1935 när blev den en del av Postwick. Civil parish hade 155 invånare år 1931. Byn nämndes i Domedagsboken (Domesday Book) år 1086, och kallades då Witona.